# Ferenc Hirzer
Ferenc Hirzer (né le 21 novembre 1902 à Budapest à l'époque en Autriche-Hongrie et aujourd'hui en Hongrie, et mort le 28 avril 1957 à Trente dans le Trentin-Haut-Adige en Italie) est un footballeur hongrois, qui jouait au poste d'attaquant, avant d'ensuite devenir entraîneur.

## Biographie

### Club
Hirzer commence sa carrière de footballeur en 1913 dans un club local de Budapest (à l'époque encore en Autriche-Hongrie), sa ville natale, appelé le Törekvés SE (qui deviendra au fil des années un grand club sur la scène austro-hongroise). Il reste au total une dizaine de saisons avec le club de ses débuts, avant de quitter la Hongrie en 1923, ayant réussi avec son club à atteindre les sommets du championnat hongrois, à l'époque largement dominé par le  Hungária FC (aujourd'hui MTK Budapest FC).
Il part alors pour la Tchécoslovaquie dans la ville de Brno (dans l'actuelle République tchèque) pour évoluer avec le club du Makkabi Brno durant une saison, avant d'ensuite rejoindre l'Allemagne en 1924 et la ville de Hambourg pour le club de l'Altonaer FC 1893 VfL. Il finit finaliste de la Norddeutschen Liga.
Après une saison passée dans le land hambourgeois, il débarque en Italie dans le Piémont pour signer durant la saison 1925-26 avec le club de la Juventus (fortement désiré par le président Edoardo Agnelli), où il rejoint ses compatriotes Jenő Károly et de József Viola (les deux coentraîneurs de l'équipe). À la Juve, il dispute sa première rencontre le 4 octobre 1925 lors d'une large victoire 6-1 en championnat sur Parme, match au cours duquel il inscrivit un coup du chapeau. 
Surnommé La gazzella, (pour son style et sa légèreté en course ainsi que sa pointe de vitesse), il avait la curieuse habitude de jouer avec un peigne qu'il mettait dans ses chausettes montantes afin de pouvoir remettre en ordre sa coupe de cheveux en cas de chute. 
Dès sa première saison à la Juve, Hirzer, jouant sur l'aile gauche et formant un redoutable duo d'attaque avec Pietro Pastore, termine champion d'Italie (son premier trophée et par la même occasion le second titre du club), et y termine même meilleur buteur avec 35 buts inscrits en 27 matchs (devenant le premier joueur bianconero de l'histoire à terminer capocannoniere du championnat, restant encore à ce jour le joueur juventino à avoir inscrit le plus grand nombre de buts en championnat sur une saison). 
Les bianconeri terminent ensuite à la 3e place l'année d'après, avant qu'Hirzer ne quitte l'Italie (à cause des lois fascistes interdisant aux joueurs étrangers d'évoluer dans le championnat national) avec au total 50 buts inscrits en 43 matchs disputés (Hirzer reste à ce jour le seul et unique joueur de la Juve à avoir un nombre de buts supérieur à son nombre de matchs joués). Il quitte Turin au bout de deux saisons, en laissant de bons souvenirs aux tifosi du club (restant l'idole du jeune Gianni, fils d'Edoardo Agnelli et plus tard futur président du club).
Il retourne ensuite dans sa Hongrie natale à Budapest, ville de ses débuts footballistiques, pour signer avec le grand club de la capitale du Hungária FC en 1927, et y gagne alors le championnat de Hongrie lors de la dernière saison de sa carrière (le second trophée de sa carrière).
Après sa retraite, il retournera en Italie pour entraîner quelques clubs italiens (7).

### Avec la Hongrie
Il fait sa première sélection avec la Hongrie le 15 juin 1922 contre la Suisse (match nul 1-1).
Il joue avec son pays lors des Jeux olympiques d'été de 1924 à Paris où il marque 2 buts lors d'une victoire 5-0 contre la Pologne, avant de se faire éliminer 2-0 par l'Égypte.
Il marquera au total 14 buts en 32 matchs pour son pays.

## Palmarès
| Juventus - Championnat d'Italie (1) : - Champion : 1925-26. - Meilleur buteur : 1925-26 (35 buts). |  | MTK Hungária - Championnat de Hongrie (1) : - Champion : 1928-29. |